# Deroplatys cordata
Deroplatys cordata är en bönsyrseart som beskrevs av Fabricius 1798. Deroplatys cordata ingår i släktet Deroplatys och familjen Mantidae. Inga underarter finns listade i Catalogue of Life.